# Valforêt
Valforêt is een gemeente in het Franse departement Côte-d'Or (regio Bourgogne-Franche-Comté). De plaats maakt deel uit van het arrondissement Beaune. Valforêt is op 1 januari 2019 ontstaan door de fusie van de gemeenten Clémencey en Quemigny-Poisot. 

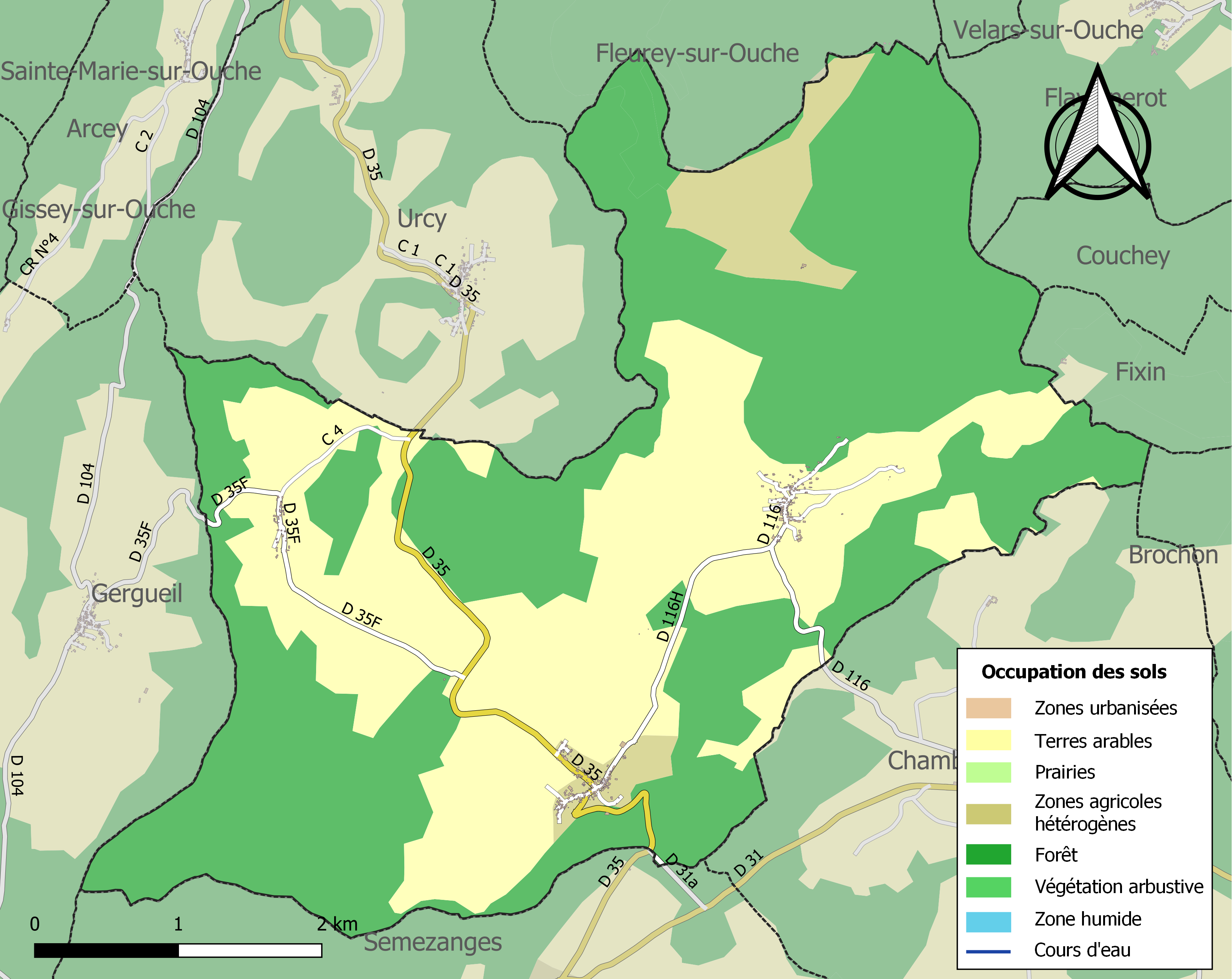
Kaart van de gemeente met de belangrijkste infrastructuur, bodemgebruik en omliggende gemeenten

1. ↑  Populations de référence 2022.